# Orthonama lignata
Orthonama lignata is een vlinder uit de familie van de spanners (Geometridae). De wetenschappelijke naam van de soort is voor het eerst geldig gepubliceerd in 1799 door Hübner, 179.